# 17843 Shaelucero
17843 Shaelucero este o planetă minoră (asteroid), cu un diametru de 10,703 km, din centura de asteroizi. A fost descoperită pe 21 aprilie 1998 la Magdalena Ridge Observatory⁠(d) de Lincoln Near-Earth Asteroid Research. 
Obiectul prezintă o orbită caracterizată de o semiaxă mare de 3,1641051 UAi, o excentricitate de 0,1029366, o înclinație de 2,8818 ° în raport cu ecliptica.